# ウエストミッドランド・サファリパーク
ウエストミッドランド・サファリパーク（英:West Midland Safari Park）は1973年に開業したイギリス・ウスターシャー州にあるサファリパーク。
コースは約4マイル（約6.5km）で、国際自然保護連合によって絶滅の危機にあるとされている動物も含めた、世界中から集められた30種600点以上の動物が飼育されている。中でもホワイトライオンは15頭が群れを形成するイギリス最大のプライド（ライオンの群れ）であるほか、カバやホワイトタイガーでもヨーロッパ最大級の群れに出会うことができる。またサファリ以外にもディスカバリーゾーンとよばれる爬虫類や昆虫を集めたゾーンや遊園地のようにアトラクションが設置されているゾーンがあるなどパーク全体は総合レジャー施設となっている。

## 展示動物

### サファリパーク
ホワイトライオンの王国（Kingdom of the White Lions）
- ホワイトライオン

リカオン区（African Wild Dog Reserve）
- リカオン

ゾウ＆ウォーターバック区（Elephant & Waterbuck Reserve）
- アフリカゾウ
- ウォーターバック

ベンガルトラ区（Bengal Tiger Reserve）
- ベンガルトラ

ライオン区（African Lion Reserve）
- ライオン

アフリカ区（African Reserve）
- アンコーレ牛（野生のウシの一種）
- イランド
- オグロヌー
- キリン
- シロサイ
- バーチェルサバンナシマウマ
- レッドリーチュエ

ユーラシア区（Eurasian Reserve）
- ヒトコブラクダ
- フタコブラクダ
- ヤク

アジア区（Asian Reserve）
- シフゾウ
- スイギュウ
- ニルガイ
- バンテン
- モウコノウマ

ワラビー区（Wallaby Reserve）
- ホワイトベネッツワラビー

オオカミの森（Wolf Woods）
- ネブラスカオオカミ

カバの湖（Hippo Lakes）
- カバ

### ディスカバリー・ゾーン
オットセイ島（Seal Island）
- ミナミアフリカオットセイ

アシカ劇場（Sealion Theatre）
- アシカ（一日に2回～3回のショーが行われる）

黄昏の洞窟（Twilight Cave）
- アイアイやコウモリといった夜行性の動物が集められている「全天候型のサファリ」。

マーク・オーシアの爬虫類ワールド（Mark OShea's Reptile World）
- ヘビ・トカゲ・ワニ・カメなどの爬虫類を展示している。マーク・オーシアとはアニマルプラネットで番組を持つ有名な爬虫両棲類学者。

シークアリウム（SeaQuarium）
- 太平洋やインド洋に棲む海洋生物を集めている。

クリーピー・クロウリーズ（Creepy Crawlies）
- サソリやタランチュラといった昆虫を集めている。Creepy Crawliesとは「ぞっとするほど気味が悪い」という意味。

1. 1 2  
“West Midland Safari Park”. britishzoos.co.uk.   Diamond Publishing Ltd.. 2012年12月30日閲覧。
2. ↑  
“BIAZA Zoos and Aquariums”, biaza.org.uk (BIAZA) {{{accessdate}}}閲覧。
3. ↑  
“EAZA Member Zoos & Aquariums”, eaza.net (EAZA) {{{accessdate}}}閲覧。